# 한스 리히터 (1888년)
한스 리히터(Hans Richter, 1888년 4월 6일~1976년 2월 1일)은 독일의 화가, 그래픽 디자이너, 전위 예술가, 영화 감독, 영화 제작자이다. 베를린의 유복한 가정에서 태어났으며, 스위스의 미누시에서 사망했다. 향년 89세

## 생애
1916년에 뮌헨에서 첫 전시회를 가졌고, 디 악치온이 그에 관한 특집호를 발행했다. 같은 해에 부상으로 제대하고 취리히로 가서 다다이즘에 동참한다. 그는 예술가의 의무가 적극적인 정치참여, 반전反戰, 혁명을 지지하는 데 있다고 생각했다. 1921년에는 추상 영화인 리듬 21을 만들었다.

리히터는 1940년에 스위스에서 미국으로 건너가 영주권을 취득해 뉴욕 시립대에서 강의한다. 뉴욕에서 지내는 동안, 2편의 영화를 만드는데, 돈으로 살 수 있는 꿈(1947)과 8X8(1957)이 그것이다. 이 두 영화는 막스 에른스트, 장 콕토, 폴 볼리스, 페르낭 레제, 알렉산더 칼더, 마르셀 뒤샹 등과 공동 작업으로 만들어졌다.

## 작품 목록
- 1961 다다스코프
- 1957 8 x 8
- 1947 돈으로 살 수 있는 꿈
- 1936 Vom Blitz zum Fernsenhbild
- 1934 Keine Zeit für Tränen
- 1933 Hallo Everybody
- 1931 유로파 라디오
- 1930 새로운 삶
- 1929 Alles dreht sich, alles bewegt sich
- 1929 매일
- 1929 경주 교향악
- 1929 The Storming of La Sarraz
- 1929 Zweigroschenzauber
- 1928 오전의 유령
- 1927 인플레이션
- 1926 필름스튜디오
- 1925 리듬 25
- 1923 리듬 23
- 1921 리듬 21

## 저서
- Hans Richter (1997). 《IDada Art and Anti-Art》 (영어). Thames & Hudson. ISBN 0500200394.
- 한스 리히터 (1985). 《I다다》. 미진사. ISBN 8940800079.

## 같이 보기
- 다다이즘